# Graecoanatolica macedonica
Graecoanatolica macedonica е изчезнал вид коремоного от семейство Hydrobiidae.

## Разпространение и местообитание
Видът е съществувал в единствен хабитат – Дойранското езеро, разделено между Северна Македония (тогава Югославия) и Гърция.
Популацията на охлюва започва да намалява през 70-те години на XX век. Изследователите не успяват да открият представители на вида след 1992 година и той се смята за изчезнал.